# Umjetnički muzej
Umjetnički muzej ili muzej umjetnosti je zgrada ili prostor za izlaganje umjetnosti, obično vlastite muzejske kolekcije. Može biti u javnom ili privatnom vlasništvu i može biti dostupan svima ili imati ograničen pristup. Iako se primarno bave likovnom umjetnošću, umjetničke se galerije često koriste kao prostor za druga kulturna događanja i umjetničke aktivnosti, poput performansa, glazbenih koncerata ili čitanja poezije. U umjetničkim muzejima često se održavaju tematske privremene izložbe koje često uključuju predmete iz drugih zbirki.
Za razliku od komercijalne umjetničke galerije koju vodi prodavač umjetnina, osnovna svrha umjetničkog muzeja nije prodaja izloženih predmeta.